# Cubeta (geologia)

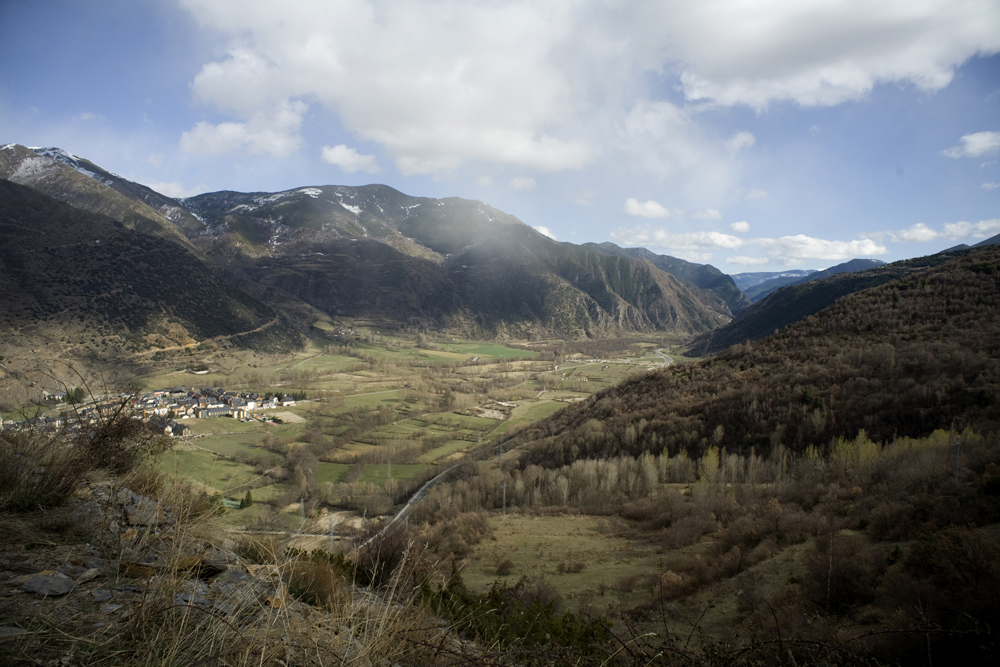
Cubeta d'origen glacial d'Esterri d'Aneu, Pallars Sobirà

Una cubeta (geologia, geomorfologia) és una depressió relativament petita produïda per diversos efectes com l'esfondrament per falles, el plegament sinforme o braquisinclinal, per causes no tectòniques com el barratge morrènic o la sobreexcavació glacial, o bé per la dissolució càrstica o per la deflació eòlica. També s'anomena cubeta a la depressió sedimentària de petites dimensions. En geografia, una cubeta és una depressió del relleu de forma aproximadament rectangular i de poc fons com la cubeta d'Esterri d’Àneu (Pallars Sobirà) excavada per l’acció glacial. El drenatge en una cubeta és gairebé nul o poc eficient. (sinònim: conca) en: basin; es: cubeta; fr: cuvette.
En geologia, també s'anomena cubeta l'estructura geològica amb forma de depressió cap on s'enfonsen (cabussament) les capes. El terme també s'empra per a designar una àrea prou gran on s'hi han acumulat una important seqüència i gruix de sediments.

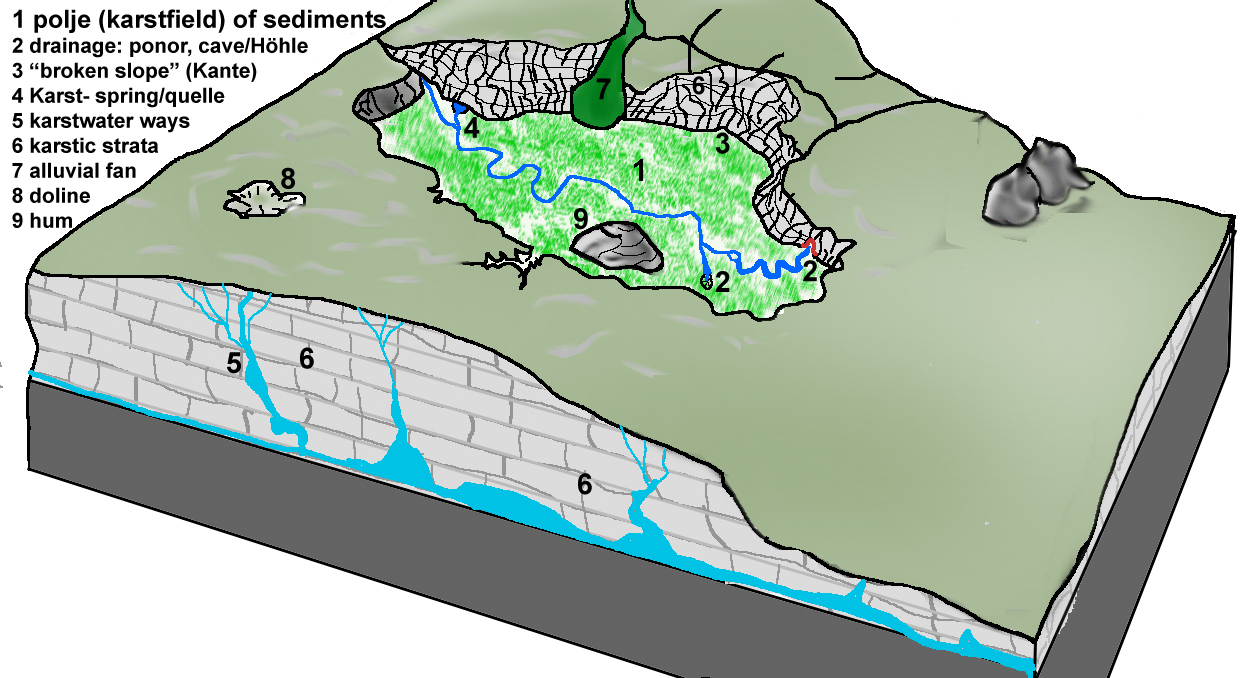
Esquema d'una cubeta càrstica amb sediments: 1.avenc de drenatge 2.vessant enfonsat 3.font càrstica 4.rierols càrstics 5.conductes càrstics 6.estrats 7.entrada de sediments al·luvials 8.dolina

En un plec (plegament), els doms (anticlinal) estructurals o estratigràfics i el seu invers, les cubetes (sinclinal), sovint es troben en zones d'interferència de dues orientacions tectòniques.

## Cubeta glacial
Una cubeta glacial és la produïda per un barratge morrènic o per la sobreexcavació glacial.
Esterri d'Àneu, Benasc i Bono són exemples de cubetes de sobreexcavació. El Seminari de Vilaller constitueix un ambient lacustre proglacial degut a un tancament morrènic. El llac de Taüll és també un exemple d'una obturació morrènica. La llacuna de les Basses d'Ules (Val d'Aran), s'ha format pels processos de fracturació del substrat rocallós un cop retirada la glacera del Garona.
Les cubetes de sobreexcavació i els circs són les formes més importants de l'erosió glacial. Hi ha dos factors que en determinen la seva formació: l'acumulació excessiva de gel a les confluències de les valls glacials i la composició litoestructural i els canvis del rocam i l'estat de fracturació.

## Cubeta càrstica
Una cubeta càrstica és una depressió produïda per la dissolució de la roca calcària (o una altra roca soluble) en un carst.
Les cubetes càrstiques (també anomenades pòlies "polje") són depressions allargades, de fons pla, amb parets abruptes. Són transitades per corrents d'aigua que desapareixen per un embornal o ponor, i segueixen circulant subterràniament. Poden inundar-se estacionalment.
És una depressió geològica amb un fons pla format per roca càrstica i contorns de roca calcària irregulars. Hi ha un embornal per drenar l'aigua de les precipitacions, i un rierol flueix a través d'ell per alimentar les aigües subterrànies. Aquesta formació pot inundar-se de manera temporal o permanent, i si l'aigua acumulada supera la capacitat de desguàs de l'embornal, pot convertir-se en un llac.

## Cubeta cutània

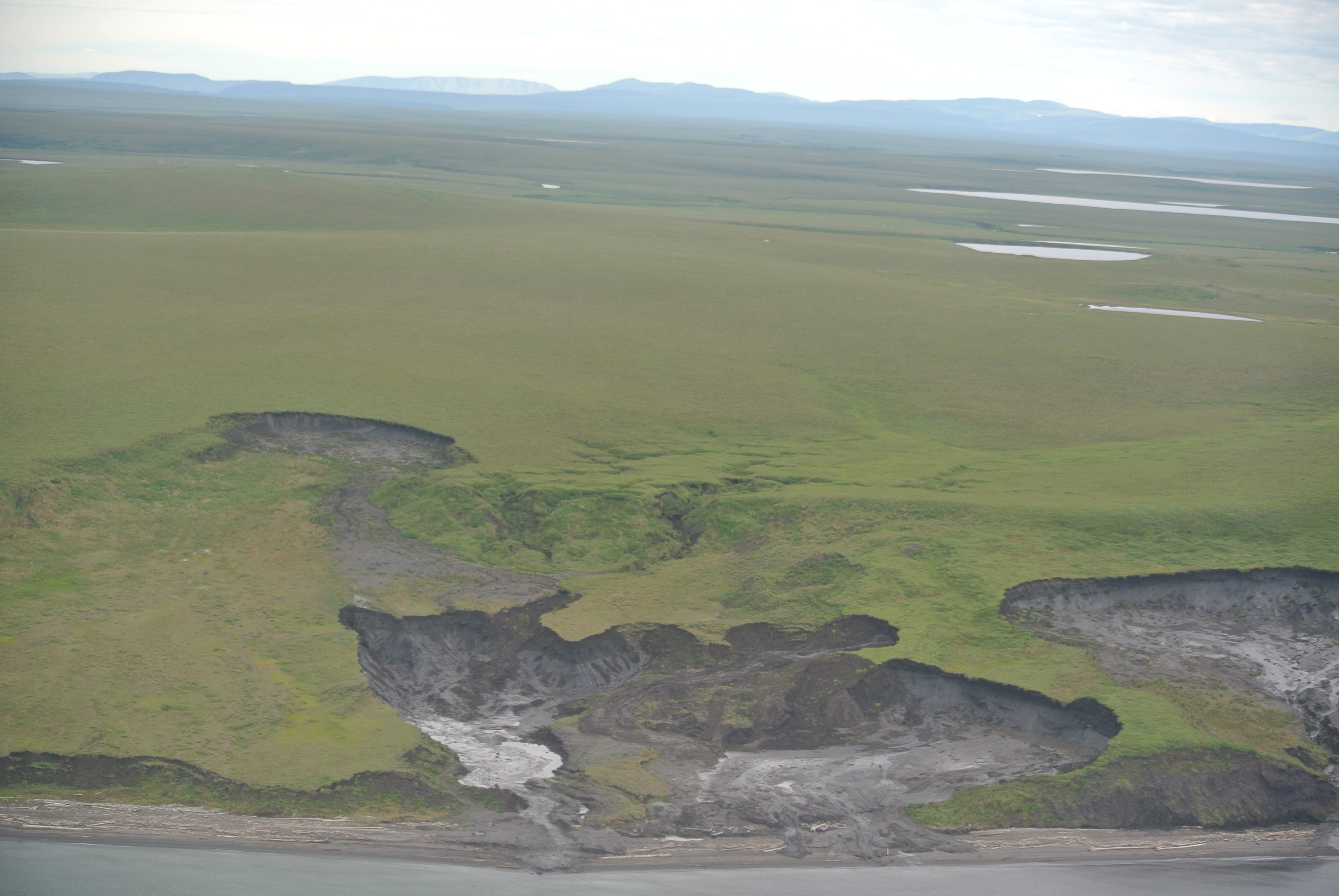
Cubetes cutànies originades per la descongelació del permagel a l'illa Herschel, Mar de Beaufort, Yukon (Canadà) 2013

És una cavitat de dimensions més reduïdes i formada a l’alta muntanya, en el permagel, com a resultat de l'excavació produïda pel desglaç en un règim periglacial.